# Кручина Микола Юхимович
Микола Юхимович Кручина (14 травня 1928, Новопокровка, Сибірський край  — 26 серпня 1991, Москва) — радянський державний діяч, 1-й секретар Цілиноградського обласного комітету КП Казахстану, керуючий справами ЦК КПРС. Член Центральної Ревізійної комісії КПРС у 1966—1971 роках. Кандидат у члени ЦК КПРС у 1971—1976 роках. Член ЦК КПРС у 1976—1991 роках. Депутат Верховної Ради СРСР 7—11-го скликань. Народний депутат СРСР (1989—1991). Герой Соціалістичної Праці (10.12.1973). 

## Життєпис
Член ВКП(б) з 1949 року.
У 1952—1954 роках — 1-й секретар Новочеркаського міського комітету ВЛКСМ Ростовської області.
У 1953 році закінчив Азово-Чорноморський сільськогосподарський інститут.
У 1954—1957 роках — 2-й секретар, 1-й секретар Кам'янського обласного комітету ВЛКСМ.
У 1957—1959 роках — 1-й секретар Смоленського обласного комітету ВЛКСМ.
У 1959—1962 роках — завідувач відділу ЦК ВЛКСМ по роботі серед сільської молоді.
У 1962—1963 роках — інструктор сільськогосподарського відділу ЦК КПРС.
У 1963 — жовтні 1965 року — секретар Цілинного крайового комітету КП Казахстану.
У листопаді 1965 — 4 квітня 1978 року — 1-й секретар Цілиноградського обласного комітету КП Казахстану.
Указом Президії Верховної Ради СРСР від 10 грудня 1973 року за великі успіхи, досягнуті у Всесоюзному соціалістичному змаганні, і виявлену трудову доблесть у виконанні взятих зобов'язань із збільшення виробництва і продажу державі зерна та інших продуктів землеробства в 1973 році Кручині Миколі Юхимовичу присвоєно звання Героя Соціалістичної Праці з врученням ордена Леніна і золотої медалі «Серп і Молот».
У 1978—1983 роках — 1-й заступник завідувача сільськогосподарського відділу ЦК КПРС. У 1983 році — 1-й заступник завідувача відділу сільського господарства і харчової промисловості ЦК КПРС.
У вересні 1983 — 26 серпня 1991 року — керуючий справами ЦК КПРС.
Трагічно загинув (покінчив життя самогубством) 26 серпня 1991 року. Похований в Москві на Троєкуровському кладовищі.

## Нагороди і звання
- Герой Соціалістичної Праці (10.12.1973)
- чотири ордени Леніна (25.10.1971, 13.12.1972, 10.12.1973, 13.05.1988)
- орден Жовтневої Революції (15.12.1982)
- два ордени Трудового Червоного Прапора (22.03.1966, 24.12.1976)
- два ордени «Знак Пошани» (26.04.1957, 30.08.1957)
- медалі